# Polypedilum tamagohanum
Polypedilum tamagohanum är en tvåvingeart som beskrevs av Sasa 1983. Polypedilum tamagohanum ingår i släktet Polypedilum och familjen fjädermyggor. Inga underarter finns listade i Catalogue of Life.